# Nachschubkommando 1
Das Nachschubkommando 1 war eines der Nachschubkommandos des Heeres der Bundeswehr. Der Stabssitz war Rheine. Das Nachschubkommando war Teil der Korpstruppen des I. Korps.

## Aufträge
Das Nachschubkommando bündelte auf Ebene des Korps die Truppenteile der Nachschubtruppe. Auftrag war die logistische Unterstützung Korpstruppen des I. Korps. Die unterstellten Divisionen und Brigaden führten eigene Truppenteile der Nachschubtruppe; lageabhängig unterstützte das Nachschubkommando diese nachgeordneten Verbände. Die vom Nachschubkommando betriebenen Korpsdepots dienten als Materiallager und Umschlaglager. Von den Depots aus versorgte das Nachschubkommando Truppenteile des Korps mit Wehrmaterial. Daneben waren die vom Versorgungskommando 800 betriebenen Depots des Territorialheeres wichtiger Teil der ortsfesten Depotorganisation des Heeres im Bereich Norddeutschland. Einige der Depots waren gleichzeitig Mobilmachungsstützpunkte, wo für die nicht aktiven Geräteeinheiten des Heeres das Wehrmaterial für den Verteidigungsfall lagerte.
Im Frieden bestand das Nachschubkommando um 1989 nur aus rund 2100 aktiven Soldaten. Im Verteidigungsfall konnte das Nachschubkommando nach der Mobilmachung durch die Einberufung von Reservisten auf rund 4500 Mann aufwachsen. Insgesamt entsprach die Größe des Nachschubkommandos damit nach der Mobilmachung in etwa der Größe einer der Brigaden des Feldheeres.

## Gliederung
Um 1989 gliederte sich das Nachschubkommando grob in:
- Stabskompanie Nachschubkommando 1, Rheine
  -  Nachschubbataillon 110, Rheine
  -  Transportbataillon 170 (teilaktiv), Rheine
  -  Transportbataillon 180 (GerEinh), Bad Rothenfelde
  -  Nachschub-Ausbildungszentrum 100, Leese
  -  Nachschubausbildungskompanie 14/I, Lüneburg
  -  Nachschubausbildungskompanie 15/I, Delmenhorst
  -  Nachschubausbildungskompanie 16/I, Rheine
  -  Nachschubausbildungskompanie 17/I, Rheine
  -  Nachschubausbildungskompanie 18/I, Wesel

Korpsdepots wurden in oder in der Nähe von Hodenhagen, Leese, Damme, Preußisch Oldendorf (Lufttanklager Preußisch Oldendorf), Vechta, Hemsloh, Hoysinghausen, Freren, Löverschen, Scharnhorst, Hambühren, Walle, Hassel (tatsächlich: Hämelhausen), Thören, Sachsenhagen, Metel, Dreeke, Sonnenborstel und Tonnenheide eingerichtet.

## Geschichte
Das Nachschubkommando wurde am 1. Juli 1972 zur Einnahme der Heeresstruktur III in der Kaserne Gellendorf in Rheine-Gellendorf aufgestellt. Für die Instandsetzung als die zweite Säule der Logistik im Korps wurde der „Schwesterverband“ Instandsetzungskommando 1 ausgeplant.
Nach Ende des Kalten Krieges wurde das Nachschubkommando 31. März 1994 etwa zeitgleich mit der Umgliederung des I. Korps zum 1. Deutsch-Niederländischen Korps außer Dienst gestellt.

## Verbandsabzeichen

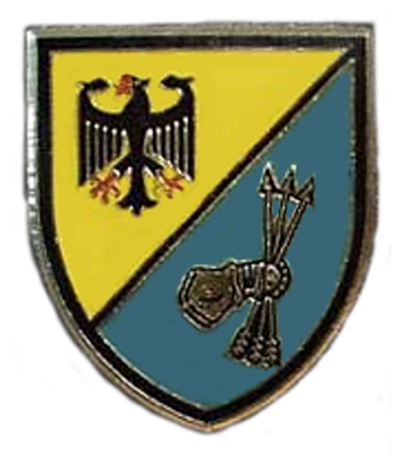
Internes Verbandsabzeichen des Stabes/Stabskompanie

Das Nachschubkommando führte aufgrund seiner Ausplanung als Teil der unselbständigen Korpstruppen kein eigenes Verbandsabzeichen. Die Soldaten trugen daher das Verbandsabzeichen des übergeordneten Korps.
Als „Abzeichen“ wurde daher unpräzise manchmal das interne Verbandsabzeichen des Stabes und der Stabskompanie „pars pro toto“ für das gesamte Nachschubkommando genutzt. Es zeigte den Bundesadler ähnlich wie im Verbandsabzeichen des I. Korps und einen Panzerarm mit drei gehaltenen Blitzen auf der blauen Waffenfarbe der Truppengattung.